# Óscar Sánchez (Radsportler)

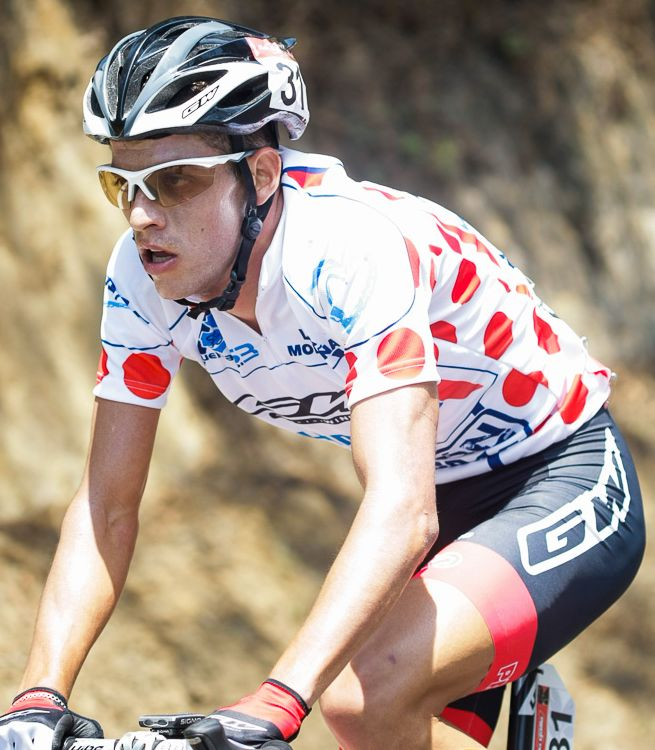
Óscar Sánchez bei der Vuelta a Guatemala 2013

Óscar Eduardo Sánchez Guarín (* 14. Mai 1985 in Manizales) ist ein kolumbianischer Radrennfahrer.
Óscar Sánchez wurde 2003 kolumbianischer Juniorenmeister im Straßenrennen und Vizemeister im Zeitfahren. 2006 gewann er jeweils eine Etappe bei der Vuelta al Tolima, bei der Vuelta a Cundinamarca, bei der Vuelta a lso Santanderes und bei der Vuelta a Guatemala. Seit 2007 fährt er für das kolumbianische Continental Team Colombia Es Pasion. In seinem ersten Jahr dort gewann er zwei Etappen bei der Vuelta de la Juventud und konnte so auch die Gesamtwertung für sich entscheiden. Außerdem gewann er ein Teilstück der Ronde de l’Isard in Europa, wo er auch Gesamtzehnter wurde.
2012 gewann Sánchez die Gesamtwertung der Vuelta a Costa Rica und 2013 die der Vuelta a Guatemala. 2014 entschied er eine Etappe der  Volta Ciclística Internacional do Rio Grande do Sul und 2018 eine Etappe der Tour of the Gila für sich.

## Erfolge
2003
- Kolumbianischer Meister – Straßenrennen (Junioren)

2006
- eine Etappe Vuelta a Guatemala

2007
- eine Etappe Ronde de l’Isard

2012
- Gesamtwertung und zwei Etappen Vuelta a Costa Rica

2013
- Gesamtwertung und eine Etappe Vuelta a Guatemala
- eine Etappe Vuelta a Colombia

2014
- eine Etappe Volta Ciclística Internacional do Rio Grande do Sul

2018
- eine Etappe und Bergwertung Tour of the Gila
- eine Etappe und Bergwertung Vuelta International Ciclista Michoacan

2019
- Bergwertung Tour de Beauce

## Teams
- 2007 Colombia es Pasión
- 2010 Café de Colombia-Colombia es Pasión
- 2012 GW Shimano
- 2013 GW Shimano
- 2014 Funvic Brasilinvest-São José dos Campos (bis 30. Juni)
- 2015 Orgullo Antioqueño
- 2016 Strongman-Campagnolo Wilier
- 2017 Bicicletas Strongman
- 2018 Canels Specialized
- 2019 Canels Specialized